# 東清村
東清村，為隸屬臺東縣蘭嶼鄉的一個行政區，位於蘭嶼東側，與蘭嶼鄉其他三村相鄰，由北至南為朗島村、椰油村，和紅頭村。村中有兩個部落，分別為東清部落（Ivazogan或稱Iranmeylek）和野銀部落（Ivalino），其中野銀部落有蘭嶼最完整的傳統聚落群，而東清灣以台灣第一道曙光知名。

## 人口
東清村的人口數為蘭嶼鄉中最多者，其中原住民人口比率為89%（2018年），僅次於朗島村。
| 年(月底) | 人口數(人) |
| -------- | ---------- |
| 2010     | 1,390      |
| 2011     | 1,410      |
| 2012     | 1,461      |
| 2013     | 1,438      |
| 2014     | 1,472      |
| 2015     | 1,493      |
| 2016     | 1,504      |
| 2017     | 1,517      |
| 2018     | 1,550      |

## 歷屆村長
| 選舉年度 | 姓名   | 黨籍       |
| -------- | ------ | ---------- |
| 2010     | 鄭福利 | 中國國民黨 |
| 2014     | 謝男海 | 無黨籍     |
| 2018     | 張進發 | 親民黨     |
| 2024     | 謝胡源 | 無黨籍     |

## 東清部落
達悟族人稱東清部落為「Ivazogan」，意指太陽最先昇起的地方，或「Iranmeylek」，意指天神的女兒，與天神將女兒嫁給東清部落男性的口傳歷史有關。東清部落原居住在一個叫「Aly like ya duji pijange」的地方，後因人口增加，原居住地無法負荷，而遷徙至他處，一共遷徙了五次，才到達現在的東清部落。在遷徙過程中，發展出一些用地的觀念與禁忌。
日治時期1932年，在此設立番童教育所，學區為朗島、東清、野銀部落學童。戰後1966年，就地改建東清部落國宅94戶，1995年起的國宅海沙屋事件，以十餘年重建家園，是目前所見的部落空間型態。

外來者稱呼
- 1877年，蘭嶼被併入台灣府恆春縣，命名東清部落為大港社[3]。
- 1897年，日治時期至此調查的陸軍少校菊池河田剛，以調查隊員姓氏命名東清部落為清水村[3]。
- 1904年，改以達悟語記音片假名。
- 1947年，戰後稱其東清部落。

## 野銀部落

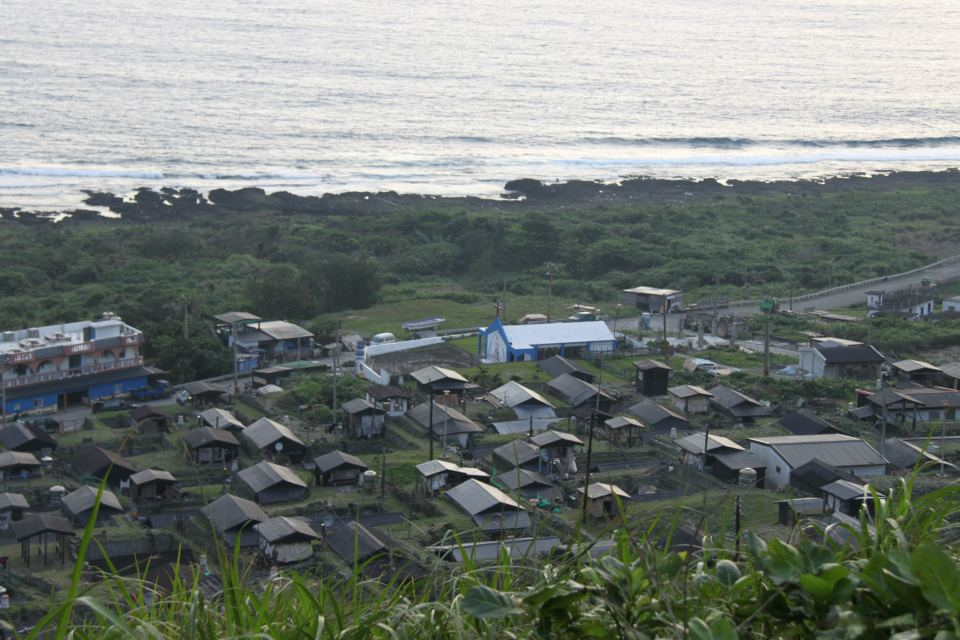
野銀部落

達悟族人稱野銀部落為「Ivalino」，意指馬鞍藤，是蘭嶼最晚出現的部落。相傳創社始祖為菲律賓巴丹島人Simian Vean，曾與同伴渡船登陸於此，後來與紅頭部落寡婦Sinan manoyo結婚，婚後夫妻返回巴丹島，之後因巴丹島飢荒，再度遷回蘭嶼。最先在今情人洞住下，因蚊子太多，乃移居今野銀部落的區域，原居住在大港口（Rakwavanwa）上方，因山崩，遷居現在港口上方，後因部落有人生病死亡，居民乃逐漸遷居到部落現址。
部落居住空間分為傳統聚落空間和1966年興建的國宅。該部落也是達悟族保存最完整的傳統建築聚落（蘭嶼雅美族野銀部落傳統建築），後於2002年登錄為臺東縣歷史建築傳統聚落類。
外來者稱呼
- 1877年，蘭嶼被併入台灣府恆春縣，命名野銀部落為沙灣社[3]。
- 1897年，日治時期至此調查的陸軍少校菊池河田剛，以調查隊員姓氏命名野銀部落為東丘村[3]。
- 1904年，改以達悟語記音片假名。
- 1947年，戰後稱其野銀部落。

## 蘭嶼農場
蘭嶼農場，為退輔會於為安置退除役兵官（實為需管訓者、重刑犯），在蘭嶼設立的屯墾地。在東清部落北側有萬壽農場，在野銀部落南側有永興農場和龍門農場。
萬壽農場（勵德班）
土地已歸還部落，作為部落共同使用之地。1993年，在此發生陳世偉命案，為台灣軍中人權事件。
永興農場
土地已歸還居民。
龍門農場
1975年，行政院同意在此興建蘭嶼核廢料貯存場。

## 設施
- 東清國小
- 野銀國小（東清國小野銀分校。1962年設立，1998年裁撤[8]）
- 台東縣警察局台東分局東清派出所

## 景點
- 東清灣
- 大天池
- 珠光鳳蝶復育園區，珠光鳳蝶蘭嶼亞種為瀕臨絕種的台灣保育類動物
- 情人洞
- 軍艦岩
- 龍頭岩
- 象鼻岩